# Uarbryichthys
Uarbryichthys ("Uarbry Fisk") är ett utdött släkte av primitiva äkta benfiskar, strålfeniga fiskar, som levde under yngre juraperioden. Fossil har hittats nära botten i Talbragarfloden, Australien. Den hade ett ytligt utseende som en liten havsrudefisk fast med en heterocercal stjärtfena.  